# جاش شپیرو
جاشوا دیوید شپیرو (به انگلیسی: Joshua David Shapiro، زاده ۲۰ ژوئن ۱۹۷۳) یک سیاستمدار و وکیل آمریکایی است که از سال ۲۰۲۳ به عنوان چهل و هشتمین فرماندار پنسیلوانیا فعالیت کرده است. او که یکی از اعضای حزب دموکرات است، از سال ۲۰۱۷ تا ۲۰۲۳ به عنوان پنجاهمین دادستان کل پنسیلوانیا و از سال ۲۰۱۲ تا ۲۰۱۷ به عنوان عضو هیئت کمیسران شهرستان مونتگومری فعالیت کرد.
شپیرو که در شهرستان مونتگومری بزرگ شد، علوم سیاسی را در دانشگاه راچستر خواند و مدرک جی دی خود را از دانشگاه جورج تاون دریافت کرد. پس از آن او به عنوان مشاور ارشد سناتور رابرت توریچلی کار کرد. شپیرو در سال ۲۰۰۴ با شکست دادن جان دی. فاکس، نماینده سابق جمهوری‌خواه ایالات متحده، به مجلس نمایندگان پنسیلوانیا انتخاب شد. او از سال ۲۰۰۵ تا ۲۰۱۲ نماینده منطقه ۱۵۳ بود. شپیرو در سال ۲۰۱۱ به عضویت هیئت کمیسران شهرستان مونتگومری انتخاب شد و اولین باری بود که جمهوری خواهان کنترل شهرستان مونتگومری را از دست دادند. او که از سال ۲۰۱۱ تا ۲۰۱۷ در این هیئت فعالیت می‌کرد، ریاست آن را بر عهده داشت و در سال ۲۰۱۵ نیز توسط فرماندار تام ولف به عنوان رئیس کمیسیون جنایت و بزهکاری پنسیلوانیا منصوب شد.
شپیرو در سال ۲۰۱۶ برای دادستان کل پنسیلوانیا کاندیدا شد و جان رفرتی جونیور جمهوری‌خواه را شکست داد و در سال ۲۰۲۰ مجدداً به این سمت انتخاب شد. او به عنوان دادستان کل، یافته‌های یک گزارش هیئت منصفه بزرگ ایالتی را منتشر کرد که آزار و اذیت کودکان توسط کشیش‌ها و پنهان‌کاری رهبران کلیسا را فاش می‌کرد. او همچنین به کمک کرد تا در چارچوب حل و فصل یک پرونده ملی مواد افیونی ۱ میلیارد دلار به پنسیلوانیا برسد.
شپیرو در انتخابات ۲۰۲۲ برای فرمانداری پنسیلوانیا نامزد شد. او بدون رقیب در انتخابات مقدماتی دموکرات‌ها شرکت کرد و داگ ماستریانو نامزد جمهوری خواهان را در انتخابات سراسری با اختلاف ۱۴٫۸ درصد شکست داد

## سنین جوانی و تحصیل
شپیرو در ۲۰ ژوئن ۱۹۷۳ در کانزاس سیتی، میسوری، از پدری که در نیروی دریایی به عنوان افسر پزشکی فعالیت می‌کرد، به دنیا آمد و در درشر، بخشی از شهرستان دوبلین علیی در شهرستان مونتگومری، پنسیلوانیا بزرگ شد. پدرش استیون متخصص اطفال و مادرش جودی معلم است. شاپیرو یک برنامه نامه نویسی در سراسر جهان به نام کودکان برای آوی را به نیابت از یهودیان روسی که اجازه مهاجرت به اسرائیل نمی‌یافتند راه اندازی کرد. او دوره دبیرستان را در آکادمی عبری آکیبا، که اکنون به نام آکادمی عبری جک ام. باراک شناخته می‌شود، و در آن زمان در مریون استیشن، پنسیلوانیا واقع بود سپری کرد. شاپیرو در دبیرستان بسکتبال بازی می‌کرد و در سال آخر یکی از کاپیتان‌های تیم بود.
شاپیرو در دانشگاه روچستر و در رشته علوم سیاسی تحصیل کرد و اولین دانشجوی سال اولی بود که به عنوان رئیس بدنه دانشجویی دانشگاه راچستر در انتخابات سال ۱۹۹۲ پیروز شد او در سال ۱۹۹۵ با افتخار مگنا کوم لود فارغ‌التحصیل شد. در حالی که در کاپیتول هیل کار می‌کرد، به عنوان دانشجوی شبانه در مرکز حقوق دانشگاه جورج تاون ثبت نام کرد و در سال ۲۰۰۲ جی دی گرفت.

## فرماندار پنسیلوانیا

### درگیری اسرائیل-فلسطین
شپیرو مکرراً حمایت خود را از اسرائیل در جنگ اسرائیل و حماس اعلام کرده است. او از مردم و حکومت‌ها خواست حمله حماس به اسرائیل را محکوم کنند، و آن را لحظه ای برای «به رسمیت شناختن آنچه به وضوح غلط است، اعمال حماس، و آنچه درست است، که اسرائیل، حق همپیمان کلیدی ما برای دفاع از خود در مواجه با این توحش است» خواند. شپیرو بابت این اظهارات نامه مکتوب انتقادآمیزی از شورای روابط آمریکایی-اسلامی و امضا شده توسط ۴۳ سازمان مسلمان پنسیلوانیا دریافت کرد، که گفتند شپیرو «ریشه‌های ساختاری این درگیری را در نظر نگرفته» و انتخاب کرده که تعمداً تلفات غیرنظامیان در غزه را نادیده بگیرد.
شپیرو در ۱۳ دسامبر ۲۰۲۳، بیانات مشروح تری در خصوص جنگ ایراد کرد و گفت «اسرائیل نه تنها یک حق، بلکه یک مسئولیت دارد که منطقه را از دست حماس و تروری که حماس می‌تواند مرتکب شود خلاص کند.» او آمریکا را به «کمک به حمایت از مردم اسرائیل پس از پایان این نبرد برای بازیابی اعتماد خود» فراخواند.
پس از این که یک اعتراض حامی فلسطین رستوران گلدی فیلادلفیا که مالکش یهودی است را به حمایت از «نسل‌کشی» فلسطینیان در نوار غزه متهم کرد، شپیرو از آن رستوران بازدید کرد تا علیه «یک اقدام آشکار یهودستیزانه» از آن حمایتش را نشان دهد.
او همچنین از لیز ماگیل رئیس دانشگاه پنسیلوانیا پس از این که او در جریان استماع ۲۰۲۳ کنگره آمریکا در خصوص یهودستیزی از پاسخ به پرسش‌ها طفره رفت به خاطر «ناکامی رهبری» انتقاد کرد. پس از این که یک خاخام برجسته در دانشگاه کلمبیا دانشجویان یهودی را به ترک پردیس واداشت و گفت دانشگاه نمی‌تواند امنیت آنها را تضمین کند، شپیرو اعتراضات حامیان فلسطین در پردیس‌های دانشگاهی آمریکا را محکوم کرد. او مقامات محلی را به «ورود به قضیه و اعمال قانون» برای حفاظت از دانشجویان فراخواند. شپیرو خواهان سرکوب اردوی حامی فلسطین در دانشگاه پنسیلوانیا توسط پلیس شد، ولی بعداً پس از این که پلیس کمتر از ۲۴ ساعت پس از بیانیه شپیرو پلیس شروع به دستگیر کردن کرد گفت او از قبل از برنامهٔ پلیس برای برچیدن این اردو مطلع بوده است.
مدافعان متمم اول قانون اساسی ایالات متحده آمریکا از شپیرو بابت یک اصلاحیه در آیین‌نامه کارمندان ایالت که رفتار «رسوایی آمیز» را ممنوع می‌کند انتقاد کرده‌اند. گروه‌های حامی فلسطینیان و مسلمان نسبت به این که هدف این فرمان تحدید بیان در خصوص درگیری فلسطین و اسرائیل بوده ابراز نگرانی کردند. یک وکیل متمم اول اهل برین مار رعایت این مقررات را «به این خاطر که درک آنچه به آن اطلاق می‌کند محال است غیرممکن» خواند.